# رون-آلپ
رون-آلپ(به فرانسوی: Rhône-Alpes) یکی از ۲۶ ناحیه فرانسه است، که در مرز شرقی فرانسه(و در جنوب فرانسه) قرار دارد.
نام این ناحیه از رود رون و رشته کوه آلپ گرفته شده‌است.
مرکز این ناحیه لیون بزرگترین شهر فرانسه بعد از پاریس است.

## پیوند به بیرون

مکان رون-آلپ روی نقشه